# Orde van Sint-Antonius

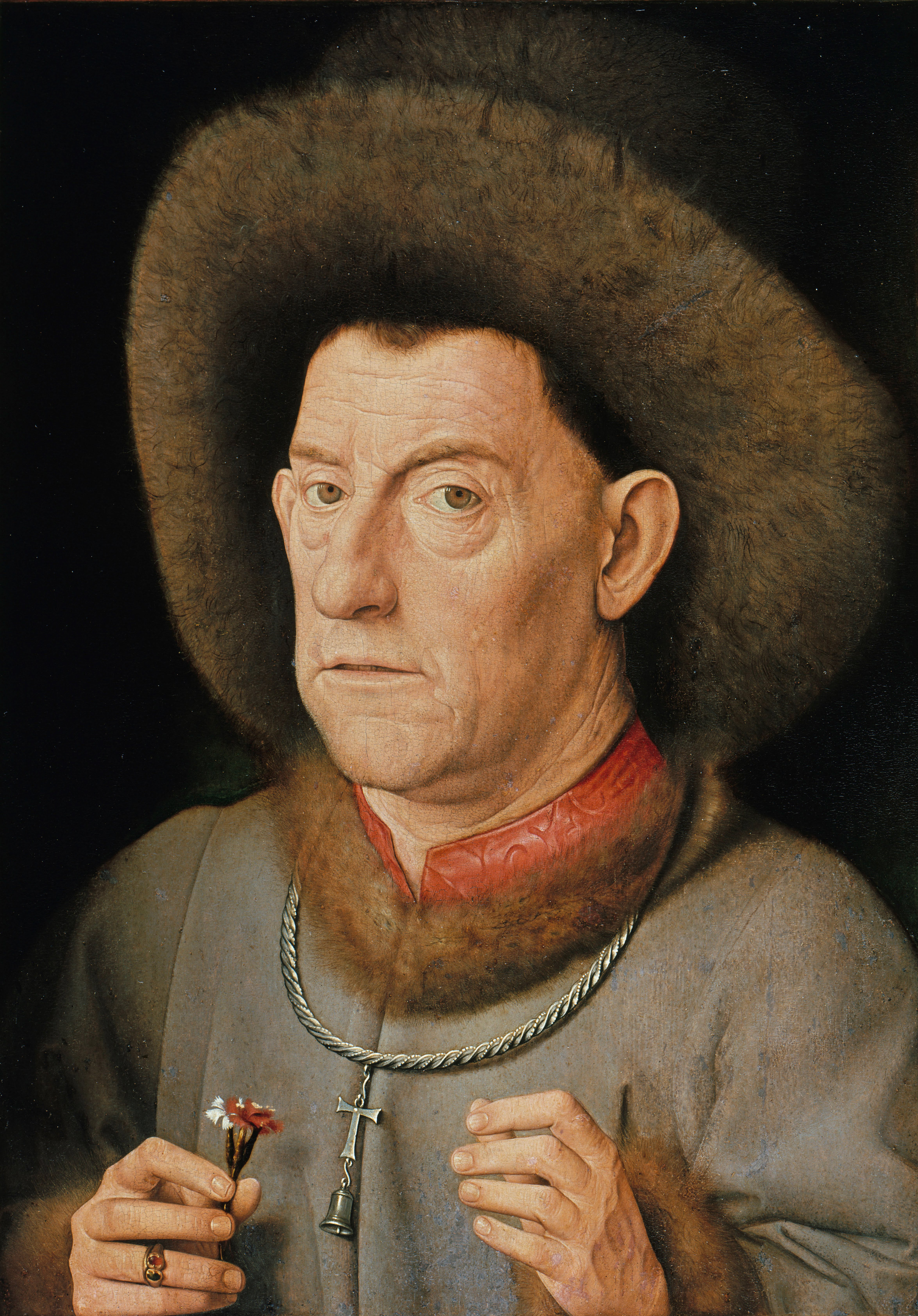
Portret van een antoniet, eind 15e eeuw, mogelijk een kopie van een schilderij door Jan van Eyck, Gemäldegalerie, Berlijn

De Orde van Sint-Antonius (Latijn: Canonici Regulares Sancti Antonii, afkorting CRSAnt), ook wel antonieten, antonieters of antonianen, was oorspronkelijk een lekenbroederschap, die in 1095 in de Dauphiné (Zuid-Frankrijk) werd gesticht. Later werd het een ridderlijke orde, een kloosterorde van reguliere kanunniken.

## Antonius-Abt
Antonius van Egypte (rond 250-356?) was een kluizenaar in de Egyptische woestijn. Hij is de grondlegger van het kloosterleven en was ook de patroon van de lijders aan huidziekten. De in 1095 ingestelde orde van de antonieters legde zich toe op het verplegen van de slachtoffers en ook het verplegen van de pestlijders zag zij als haar opgave. Om de leden van de orde in staat te stellen hun ziekenhuizen te onderhouden mochten zij varkens in de straten van de steden laten loslopen. Deze werden gebrandmerkt met het Tau- of Sint-Antoniuskruis.
Antonius werd daarom bekend als "Sint-Antonius-van-het-varken" en wordt afgebeeld met een varken aan zijn voeten. Meestal wordt hij echter aangeduid als Antonius-Abt. Hij wordt meestal afgebeeld met een bel in zijn hand: slachtoffers van besmettelijke ziekten, zoals lepra, moesten namelijk voortdurend met een bel klingelen om hun medemensen te waarschuwen voor besmettingsgevaar.

## Ontstaan van de orde

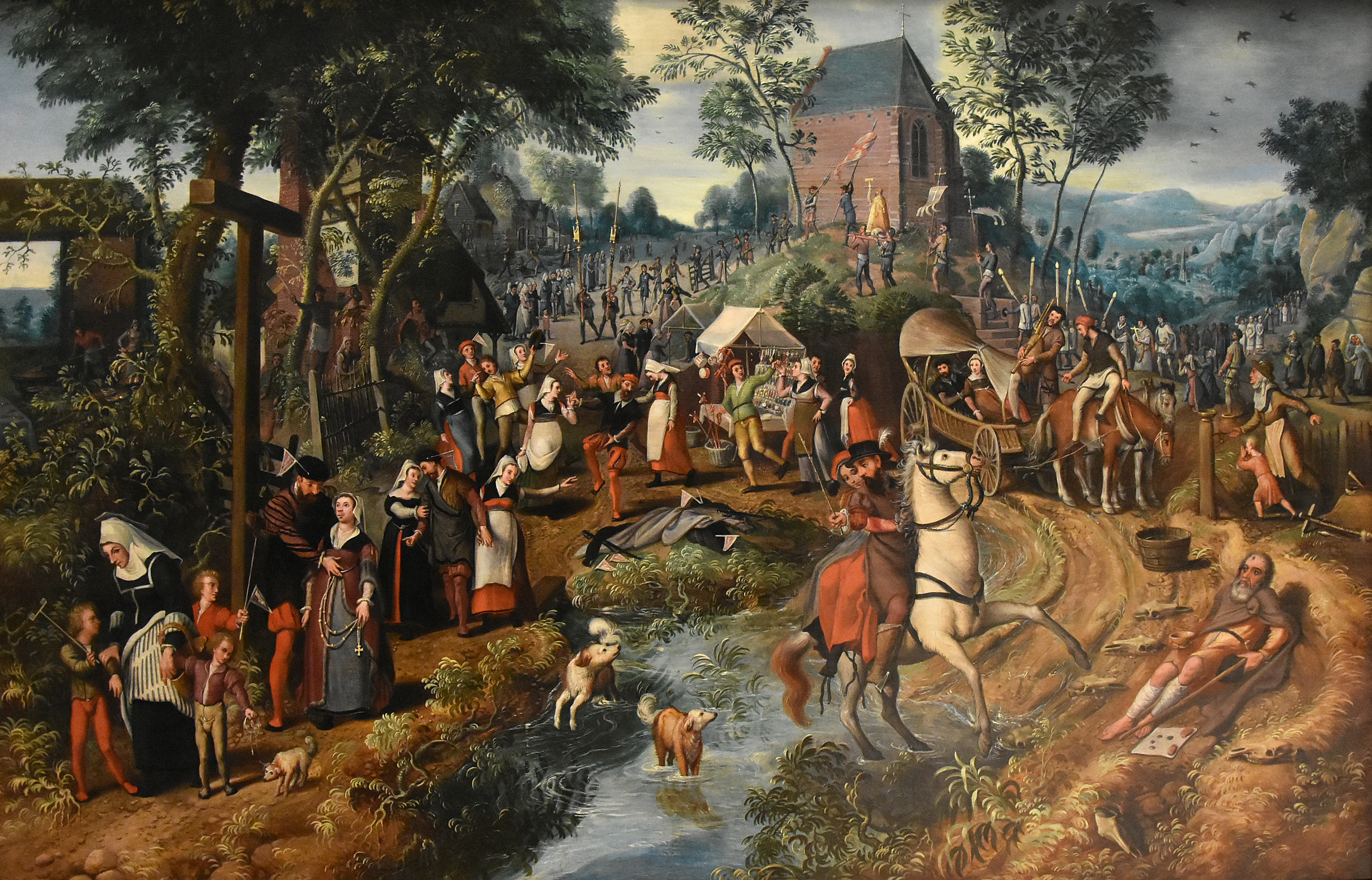
Pieter Aertsen: De terugkeer van een Sint-Antoniusbedevaart (ca. 1550)

Om de pest en andere besmettelijke ziekten het hoofd te bieden organiseerden burgers zich om hospitalen op te richten. Zo werden "illustere broederschappen" ingesteld die Sint-Antonius-Abt als hun patroonheilige kozen. De broederschappen van Sint-Antonius in Viennois, het centrum van de verering van deze heilige, zijn voorbeelden van deze gezelschappen die men met recht ook ridderorden kan noemen: de "Illustere Broederschap van de Ridders van Sint-Antonius van De Hau" en de "Illustere Broederschappen van de Ridders van Sint-Antonius van Barbefosse". In de illustere gezelschappen verenigden zich edelen en burgermannen en -vrouwen. Sommige ridderorden bestonden vooral uit edelen en stonden soms onder bescherming van een vorst.

## Bloeitijd en opheffing
Om het grondbezit van de orde te beheren en de financiële toestand van de orde zeker te stellen werden commanderijen ingesteld, zoals in Bailleul en Maastricht. Om de bloei van deze nuttige broederschappen te bevorderen verleende paus Eugenius IV in 1441 privileges aan de broeders; zij mochten hun eigen biechtvader aanstellen. De broederschappen omvatten geestelijken en leken, burgers en edelen mannen en vrouwen. De broederschappen droegen als herkenningsteken Sint-Antoniuskruisjes en medaillons met het tau-kruis, vaak met daaronder een bel, aan een keten. Ook werden er kruisen van stof op de kleding aangebracht.
De commandeur van het Maastrichtse Antonietenklooster, Philippus Vaecx alias Foxius (commandeur van 1628 tot 1652), plaatste het tau-kruis niet zoals gebruikelijk als een kwartier in zijn wapen maar plaatste het op de schildzoom, zoals afgebeeld op het portret van een antoniet door een navolger van Jan van Eyck, dat bekend staat als De man met de anjer. Deze onbekend gebleven heer met tau-kruis en bel (Latijn: tau et tintinnabulum) werd rond 1420-1425 door Van Eyck of iemand uit zijn omgeving geportretteerd, hoewel het bewaard gebleven schilderij een kopie van een halve eeuw later is. Er is ook een bronzen figuur, waarschijnlijk Albrecht van Beieren voorstellend, getooid met de insignia van de Illustere Broederschap van Barbefosse. Het insigne van de leden van de orde van Barbefosse bestond uit "ung coller et pendant à icellui coller une potence et au debout d'icelle une clocquette sonante" wat vertaald kan worden als "een keten en daaraan hangend een galg en daaronder een klinkend klokje". De "coller" bestond uit een gouden of zilveren koord met knopen, zoals het koord van monniken en nonnen.
Door de personele unie van de graafschappen Henegouwen en Holland beleefde de Orde van Sint-Antonius ook in het graafschap Holland een bloei. Meerdere graven en gravinnen, waaronder graaf Willem VI van Holland en Jacoba van Beieren, zijn met de Orde van Sint-Antonius afgebeeld. Voor de edelen in de Bourgondische Nederlanden nam de Orde van het Gulden Vlies de plaats van de Orde in. De protestantse provincies kenden geen katholieke "Illustere Broederschappen" meer.
De bloei van de orde heeft tot in de 17e eeuw geduurd. De pestepidemieën en de endemische lepra behoorden toen tot het verleden en de commanderijen overleefden de Franse Revolutie niet. In de Zuidelijke Nederlanden werd de orde in 1795 opgeheven en werden alle bezittingen door de Franse overheid geconfisqueerd.